# Alena Ladová
Alena Ladová (29. prosince 1925, Praha – 25. června 1992, tamtéž) byla česká malířka, ilustrátorka a scénografka, dcera Josefa Lady.

## Život
Narodila se v Praze jako první dítě malíře a spisovatele Josefa Lady a jeho ženy Hany. Dětství prožila částečně v Praze v Podskalí a částečně  v Hrusicích. Měla mladší sestru Evu, která ve svých 16 letech zahynula při spojeneckém bombardování Prahy 14. února 1945. Po smrti matky žila s otcem ve společné domácnosti až do jeho smrti. V roce 1959 se provdala za otcova tajemníka a spolupracovníka Jana Vránu. Ponechala si své dívčí jméno a jejich syn Josef dostal jméno i příjmení po dědečkovi.
Po absolvování reálného gymnázia studovala tři roky kresbu na Státní grafické škole pod vedením profesora Karla Tondla. Za okupace pracovala rok ve filmových ateliérech Zlín-Kudlov v oboru loutkového a kresleného filmu (unikla tak totálnímu nasazení). Po válce pak studovala u profesora Emila Filly na Vysoké škole uměleckoprůmyslové, kde své umělecké vzdělání zakončila absolutoriem v roce 1948.
Hlavní oblastí její činnosti byla knižní ilustrace. Ilustrovala převážně dětské knihy, ale kreslila i do různých časopisů (např. Mateřídouška, Vlasta, Květy, Dikobraz) a tvořila pohlednice. Věnovala se také divadelní, filmové a televizní scénografii  a navrhování kostýmů. Scénograficky se podílela na inscenacích v pražském Divadle 5. května, ve Státním divadle v Brně a naposledy v roce v 1986 v kladenském divadle. V letech 1970-1980 spolupracovala na několika animovaných filmech (např. Kocour Mikeš), navrhla výtvarné dekorace, kostýmy a rekvizity do nejméně šestnácti pořadů Československé televize. Měla řadu samostatných výstav, zabývala se i volnou tvorbou.
Zemřela v Praze po dlouhé nemoci a je pochována v rodinném hrobě na Olšanských hřbitovech.

## Dílo
Mezi lety 1946 a 1992 vytvořila přes 2400 ilustrací pro 87 knižních titulů.
Ke známým a opakovaně vydávaným knihám s jejími ilustracemi patří například:
- Kluci, holky a Stodůlky (Eva Bernardinová)
- Lotta z Rošťácké uličky (Astrid Lindgrenová)
- Abeceda (Miloš Holas)
- Alena Ladová dětem

Svému otci věnovala knihu vzpomínek Můj táta Josef Lada, kterou napsala i ilustrovala (poprvé vyšla v roce 1963).
Ilustrovala také učebnici pro první třídu Živá abeceda, která poprvé vyšla v roce 1991 a v roce 2011 se dočkala již 9. vydání.
O její dílo se stará její syn Josef Lada (* 1960), který je také pořadatelem a vydavatelem díla Josefa Lady (tuto činnost převzal po svém otci). Ukázky její tvorby jsou součástí stálé expozice Památníku Josefa Lady a jeho dcery Aleny v Hrusicích. 